# Hard Fists
Pour plus de détails, voir Fiche technique et Distribution.
Hard Fists est un film américain muet réalisé par William Wyler, sorti en 1927.

## Synopsis
Deux vieux ennemis se défient lors d'un coucous dans un ranch...

## Fiche technique
- Titre : Hard Fists
- Réalisation : William Wyler
- Scénario : William Berke et George H. Plympton d'après une histoire de Charles Logue
- Photographie : Edward Linden
- Société de production : Universal Pictures
- Pays de production : États-Unis
- Format : Noir et blanc - 1,33:1 - Film muet
- Genre : western
- Date de sortie : 1927

## Distribution
- Art Acord : Art Alvord
- Louise Lorraine : Betty Barnes
- Gilbert Holmes : Jed Leach
- Albert J. Smith (en) : Charles Crane